# 小行星7222
小行星7222（7222 Alekperov）是一颗绕太阳运转的小行星，为主小行星带小行星。该小行星于1981年10月7日发现。

## 轨道参数
小行星7222的轨道半长轴为3.2032658 UA，离心率为0.218。